# Leukotrien A4
Leukotrien A4 je leukotrien. Leukotrien A4 hidrolaza ga konvertuje u Leukotrien B4.